# Антрим (город)
А́нтрим (англ. Antrim, от ирл. Aontroim — жилище отшельника) — крупнейший город одноименного района, находящийся в одноименном графстве Северной Ирландии, расположенный на берегах реки Сикс Майл Уотер (Six Mile Water).

## Демография
Антрим определяется Northern Ireland Statistics and Research Agency (NISRA) как большой таун (то есть как город с населением от 18000 до 75000 человек).

## Транспорт
Местная железнодорожная станция была открыта 11 апреля 1848 года и закрыта для товароперевозок 4 января 1965 года.